# 立志社 (政治団体)
立志社（りっししゃ）は、自由民権運動の中心となった高知県の政治団体。社長は片岡健吉。

## 概略
1874年に板垣退助・片岡健吉・山田平左衛門・植木枝盛・林有造らにより設立された。民撰議院設立建白書を左院に提出し、故郷の高知に帰った板垣が片岡・林ら旧土佐藩士族の有志を集めて人権と自由の確立を目指し当社を立ち上げた。
名前は、サミュエル・スマイルズの著作『セルフ・ヘルプ』を、中村正直が翻訳した『西国立志編』に由来する。
高知市九反田の開誠館跡地に置かれ、1876年年9月に同市の京町へ移転する。副社長には福岡精馬、社員は総数198人で、一等発起人と二等発起人に分けられていた。当初は青年子弟の教育、困窮士族の救済と授産活動に重点を置いており、立志学舎や商局、法律研究所を併設した。
1877年1月29日に西南戦争が勃発すると、2月14日に板垣や植木が相次いで帰郷。西郷軍優勢を前提として、立志社系士族と「古勤王党」を自称する士族が大阪城を、別動隊が備中松山城をそれぞれ攻略し、別動隊はそのまま西郷軍と合流、同時期に複数の政府高官暗殺を実行する計画が立案されたが、植木は3月15日に立志社に雇用される形で雑誌編纂に取り掛かり、民権運動による言論戦の下準備に入った。
同年6月9日、「憲法制定」「国会開設」「租税軽減」「不平等条約改正」「地方自治」などを要求する「立志社建白書」を京都行在所へ提出。立志社は天賦人権を宣言し、人民の知識の発達、気風の養成、福祉の上進、自由の進捗を目的として掲げた。
同年8月、士族であった林有造や大江卓が、西南戦争に乗じて大阪鎮台を攻撃する計画を立案していたことが発覚し、関連資金を提供した社長の片岡を含む複数の幹部が拘束される立志社の獄が発生する。
人民主権・一院制議会・周到な人権保障など民主主義の理念に貫かれた立志社憲法見込案を発表するなど国会期成同盟の中心的役割を果たした。『海南新誌』『土陽雑誌』『土陽新聞』を発行し、また立志学舎で近代的な教育を行うなど民権思想の普及に努めた。自由民権運動下においては、「嶽洋社」「回天社」「発動社」「修立社」「有信社」などの民権結社を次々と傘下に結成させたが、反政府運動が苛烈になると政府からの弾圧が強まり、これに伴って組織の規則改正を繰り返した。1883年3月20日に社員協議の上で解散させ、社屋を「後楽館」と命名して海南自由党本部とした。